# 塞戈尔韦
塞戈尔韦，是西班牙瓦伦西亚自治区卡斯特利翁省的一个市镇。总面积106平方公里，总人口8023人（2001年），人口密度76人/平方公里。